# Heinrich-Wolgast-Preis
Der Heinrich-Wolgast-Preis wurde 1986 vom Bildungs- und Förderungswerk (BFW) der Gewerkschaft Erziehung und Wissenschaft (GEW) im DGB e. V. gestiftet, um die Darstellung der Arbeitswelt in der Kinder- und Jugendliteratur zu fördern. Der im Gedenken an den Reformpädagogen Heinrich Wolgast gestiftete Literaturpreis wurde zwischen 1986 und 2011 alle drei Jahre von der Arbeitsgemeinschaft Jugendliteratur und Medien (AJuM) der GEW verliehen und war mit 4000 Euro dotiert. Seit dem Jahr 2013 wird er alle zwei Jahre verliehen und ist mit 2000 Euro dotiert.

## Preisträger
- 2023: Eva Müller, Scheiblettenkind, Suhrkamp Verlag
- 2021: Christoph Scheuring, Sturm, Magellan Verlag
- 2019: Wolfgang Korn, Lauf um dein Leben, Hanser Verlag
- 2017: Martin Petersen, Exit Sugartown
- 2015: Ronan de Calan, Donatien Mary, Das Gespenst des Karl Marx, Diaphanes Verlag
- 2013: Sharon Rentta, Doktor Tobis Tierklinik – Ein Tag im Krankenhaus
- 2011: TRICKBOXX des Kinderkanals KI.KA
- 2008: Gabriele Beyerlein, In Berlin vielleicht
- 2005: Thomas Ahrens, Der Ball ist rund – ein Globalisierungskrimi (Theaterstück)
- 2002: Virginia Euwer Wolff, Wenn dir das Leben eine Zitrone gibt, mach Limonade draus
- 1999: Gudrun Pausewang, Hörst du den Fluß, Elin?
- 1996: Susanne Sterzenbach, Alles im Kasten
- 1993: Andreas Lettau, Glücksrausch
- 1990: Monika Pelz, Reif für die Insel
- 1988: Sven Wernström, Knechte. Malin von Hejpytten
- 1986: Klas Ewert Everwyn, Achtung Baustelle!